# Leucania obumbrata
Leucania obumbrata là một loài bướm đêm thuộc họ Noctuidae. Nó được tìm thấy ở Úc.
Sải cánh dài khoảng 50 mm. Con trưởng thành có cánh trước màu nâu đậm. Cánh sau nhạt hơn, đậm hơn về phía rìa.
The larvae are fawn and grow to a length of khoảng 40 mm.
Con trưởng thành là con mồi của loài Ordgarius magnificus. Loài nhện này tiết ra một pheromone tương tự như chất được con cái tiết ra để thu hút con cái, con bướm cái bị lừa và bị bắt nhốt trong một quả cầu dính bằng tơ nhện.